# The Quintessential Quintuplets
The Quintessential Quintuplets (japanska: 五等分の花嫁, Go-Tōbun no Hanayome, (ungefär De fem jämlika fruarna eller Femlingfruarna) är en japansk mangaserie skriven och illustrerad av Negi Haruba. Den publicerades i Kodanshas Weekly Shōnen Magazine från 9 augusti 2017 till 19 februari 2020, och dess kapitel har samlats ihop till fjorton tankōbon-volymer. Serien följer gymnasieeleven Futaro Uesugis vardagliga liv när han anställs som privatlärare för en grupp identiska femlingsystrar: Ichika, Nino, Miku, Yotsuba och Itsuki Nakano. I början av berättelsen avslöjas det att händelserna som sker i mangan berättas i en tillbakablick, medan en framtida vuxen Futaro förbereder sig att gifta sig med en av Nakano-systrarna vars identitet avslöjas först senare i slutet av serien.
Serien publicerades på engelska av Kodansha USA. En anime-serie som producerades av Tezuka Productions sändes från 10 januari till 28 mars 2019 på TBS och andra kanaler. En andra säsong producerades av Bibury Animation Studios som sändes från 8 januari fram till 26 mars 2021. En uppföljare till andra säsongen, The Quintessential Quintuplets Movie, släpptes som film i maj 2022.
Serien blev en kommersiell succé och har sålt över 20 miljoner exemplar. 2019 vann mangan priset för shōnen-kategorin vid den 43:e årliga Kodansha Manga Awards.

## Handling
Gymnasieeleven Futaro Uesugi är en akademiskt begåvad elev som lever ett svårt liv - hans mor har dött, han har inga vänner och till råga på allt så har hans far dragit på sig stora skulder. 

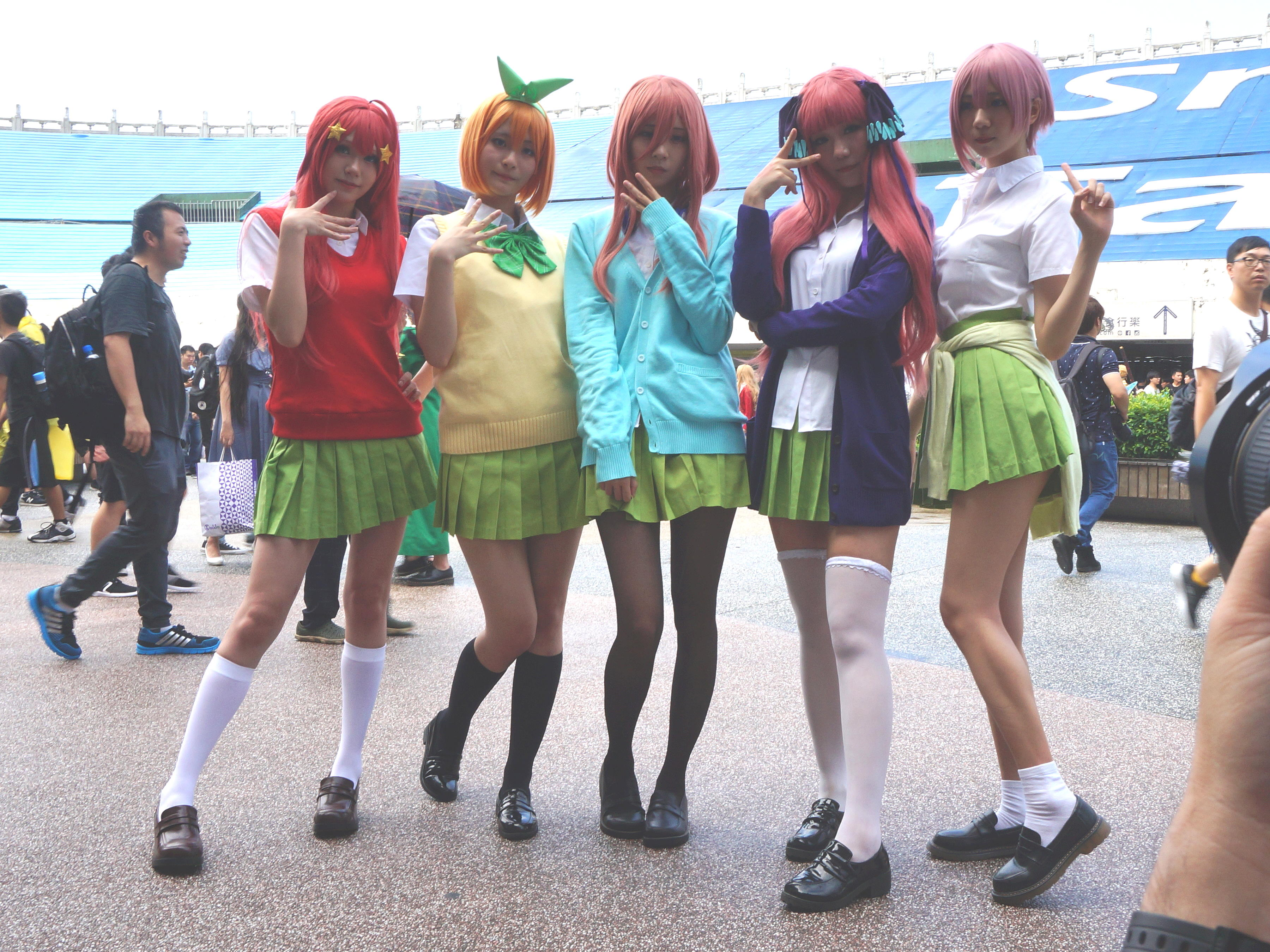
Cosplayers utklädda till Nakano-systrarna; Itsuki (vänster), Yotsuba (näst sist till vänster), Miku (mitten), Nino (näst sist till höger) och Ichika (höger).

En unik möjlighet uppenbarar sig när den rika familjen Nakano flyttar till hans skola. Futaro blir genast anställd som en välbetald privatlärare. Till Futaros stora förskräckelse upptäcker han dock att hans fem elever - identiska femlingssystrar med olika personligheter - inte har något intresse av att studera alls och har urusla betyg. Några av femlingarna är emot att ha Futaro, som de ser som en främling, i sin lägenhet, men Futaros ihärdighet övertygar dem sakta men säkert att lära sig acceptera honom och förbättra sina betyg.
Under seriens gång börjar Futaro bygga upp relationer med var och en av femlingarna. Även om Futaro till en början inte hyser några romantiska känslor för någon av systrarna, avslöjas det senare genom en tillbakablick att han så småningom gifter sig med en av dem, men hennes sanna identitet avslöjas först mot slutet av serien.

## Seriens tillkomst
Grundkonceptet för en berättelse om ”en grupp femlingsystrar som blir kära i samma person” fanns redan innan utgivningen av Harubas tidigare verk, Karma of Purgatory, men avvisades av hans utgivningsansvarige. Ett år senare, när Karma of Purgatory höll på att avslutas, presenterade Haruba olika idéer för redaktören och konceptet med ”femlingsystrar” accepterades till slut.
Detta skedde dock inte utan vissa reservationer, eftersom det hade setts negativt på i två till tre av seriekommittéerna, så det beslutades att en one-shot-manga skulle publiceras först. Dessa farhågor försvann dock efter ett tag då one-shot-mangan fick oerhört positiva recensioner och godkändes därefter till att bli en fullutvecklad serie.

## Karaktärer
- Uesugi Futaro - Huvudkaraktären. Är akademiskt briljant då han studerar och pluggar utan rast eller ro. Hans familj är urfattig på grund av hans fars skulder, så han tar möjligheten att bli privatlärare åt de fem Nakano-systrarna, ett jobb som är lättare sagt än gjort. Hans far heter Isanari Uesugi och hans yngre syster heter Raiha Uesugi. Han är dock en hopplös romantiker då han inte har något särskilt intresse för det.

- Itsuki Nakano - En av de fem Nakano-systrarna och den första som Futaro bekantar sig med. Hon ses som väldigt intelligent och självsäker, om än väldigt envis och påstridig. Hon står sina systrar väldigt nära och har tagit på sig den beskyddande rollen bland dem, i hopp om att kunna hjälpa dem när det behövs. Itsuki är dock lättdistraherad då hon är ett matvrak och älskar allt som har med mat att göra och hoppas att kunna bli en mästerkock någon dag. Itsukis känns igen, förutom sin kärlek till mat, på sina stjärnformade accessoarer som hänger nära hennes öron.

- Yotsuba Nakano - En av de fem Nakano-systrarna. Hon är allmänt glad och studsig av naturen och älskar allt som har med atletisk sport att göra. Hon är alltid villig att ge en hjälpande hand åt andra, och hon briljerar i de flesta sporter, i synnerhet bollsporter och löpning. Hon är dock rätt korkad när det kommer till det akademiska pluggandet, då hon har svårt att hänga med i Futaros lektioner, eftersom hon mest vill bara ha skoj hela tiden. Men under sin glada, studsiga och högljudda personlighet kämpar hon med sina egna emotionella besvär och brukar oftast tvivla på om hon räcker till. Hon känns igen på sitt hårband som liknar kaninöron.

- Nino Nakano - En av de fem Nakano-systrarna. Hon föraktade Futaros närvaro till en början och var ofta elak mot honom genom av öknamn och förolämpningar. Hon tillhör en karaktärskategori som kallas tsundere (en karaktär som är kall och elak på utsidan men som sakta börjar öppna upp sig och blir snällare). Hon blir dock efter ett tag van vid Futaro och börjar t.o.m. respektera hans engagemang i att undervisa henne och de andra systrarna. Efter ett tag blir Nino väldigt förälskad i honom. Hon har stor passion för bakverk och matlagning. Hon känns igen på två fjärilsliknande hårband hon har på båda sidorna om huvudet.

- Miku Nakano - En av de fem Nakano-systrarna. Hon är den mest tystlåtna av systrarna och är lite av en introvert. Hon har det svårt att uttrycka sig och samtala med andra som inte är hennes systrar. Hon tyckte inte om Futaro först till en början, men ganska snabbt började hon falla för honom, tack vare hans kunskap om antik japansk historia som Miku älskar. Under seriens gång börjar hon komma ur sin trygghetszon och utvecklar en mer självsäker attityd. Hon blir lätt svartsjuk när någon får Futaros uppmärksamhet allt för mycket. Hon känns igen på de stora hörlurar hon nästan alltid har runt halsen.

- Ichika Nakano - den sista av de fem Nakano-systrarna. Hon är den äldsta av systrarna som strävar efter att bli en storslagen skådespelerska. Hon är väldigt mån om sina systrar och brukar oftast axla en modersliknande roll när situationen kräver det. Hon är allmänt väldigt snäll och trevlig, vilket gör henne populär bland sina klasskamrater. Men hon kämpar med sina inre konflikter då hon kan känna sig väldigt osäker vid många tillfällen och bli rätt känslig ibland. Hon gillar att småreta Futaro för att se hans reaktioner; dock rodnar hon själv väldigt lätt av romantik, i synnerhet om det handlar om Futaro. Hon känns igen på sin gräsliga skrivstil, som Futaro pekar ut vid ett tillfälle.

## Medier

### Mangan
The Quintessential Quintuplets skrevs och illustrerades av Negi Haruba. Serien började med en one-shot med samma namn innan den gick vidare för en större publicering som en komplett serie i Kodanshas Weekly Shōnen Magazine med början 9 augusti 2017. Den 4 december 2019 meddelade Haruba att serien skulle avslutas med en 14:e tankōbon-volymen. Serien avslutades den 19 februari 2020 med totalt 122 kapitel.

### Anime
En anime-serie utannonserades i ett nummer av Weekly Shōnen Magazine den 8 augusti 2018. Seriens första säsong är regisserad av Satoshi Kuwabara och skriven av Keiichirō Ōchi, med Tezuka Productions som stod för animeringen. Serien sändes i 12 avsnitt. Crunchyroll var den som streamade serien globalt när den sändes. En andra säsong utannonserades den 5 maj 2019. Kaori ersatte Satoshi Kuwabara som regissör för säsongen och Keiichirō Ōchi återvände för att skriva manus. Bibury Animation Studios producerade och animerade den andra säsongen. Den var ursprungligen planerad att ha premiär i oktober 2020, men på grund av problem orsakade av COVID-19-pandemin så sändes animen istället från 8 januari till 26 mars 2021.
Båda säsongernas introlåtar; Quintuplet Feelings” (五等分の気持ち, Gotōbun no Kimochi) och "Gotōbun no Katachi" sjöngs av Nakano-systrarnas röstskådespelare som senare utgav flera låtar från serien i form av gruppen The Nakano Family's Quintuplets (中野家の五つ子, Nakano-ke no Itsutsugo).

## Karaktärsskildring
Från början var den ursprungliga idén att huvudpersonerna skulle vara femlingar, och även om det fanns förslag på fyrlingar och sexlingar, avvisades de mycket snabbt. När Negi designade var och en av femlingarna inspirerades han av sina kvinnliga favoritkaraktärer, eftersom ”en del slice-of-life bara fungerar med tjejer”. Eftersom karaktärerna var femlingar ville Haruba hitta ett sätt att göra dem minnesvärda för läsaren genom att använda särskilda färger (på samma sätt som färger användes i Super Sentai), vilket ledde till att systrarna designades så här: Ichika (gul), Nino (lila), Miku (blå), Yotsuba (grön) och Itsuki (röd). Precis när designen nästan var klar fick han idén att lägga till siffror i deras namn.

## Mottagande

### Försäljning
The Quintessential Quintuplets hade vid januari 2019 2 miljoner exemplar sålda, som senare följdes av 3 miljoner exemplar sålda i februari 2019. Serien uppnådde i slutändan över 20 miljoner sålda exemplar i december år 2022.

### Kritiskt mottagande
The Quintessential Quintuplets fick positiva omdömen, och fick störst beröm för sin romantiska atmosfär och välutvecklade haremelement. Paul Jensen från Anime News Network tyckte att serien var en fin upplevelse och betygsatte den med 4 av 5, och han kommenterade: "Skämten är roliga, karaktärerna utvecklas från tolerabla till sympatiska, fanservicen går inte överbord och det finns ingen obehaglig eller motbjudande punkt i storyn som förstör det roliga. Serien är inget revolutionerande, men den gör många grundläggande saker bra utan att visa några större brister, och det är tillräckligt för att göra serien kul att titta på.
Serien har 4,5 stjärnor på streamingsidan Crunchyroll.

## Utmärkelser
Serien nominerades för Next Manga Award år 2018. Serien fick totalt 16 000 röster och hamnade till slut på åttonde plats. I maj år 2019 så vann serien pris för Bästa Shōnen Manga vid den 43:e årliga Kodansha Manga Awards, tillsammans med To Your Eternity.  Ken Akamatsu, en av domarna, berömde The Quintessential Quintuplets som ”Den ultimata versionen av en romantisk komedi i haremkategorin” med ”mycket hög kvalitet på illustrationerna av karaktärerna”.